# Mayfield (Utah)
Mayfield é uma cidade  localizada no estado norte-americano de Utah, no Condado de Sanpete.

## Demografia
Segundo o censo norte-americano de 2000, a sua população era de 420 habitantes.
Em 2006, foi estimada uma população de 424, um aumento de 4 (1.0%).

## Geografia
De acordo com o United States Census Bureau tem uma área de
2,2 km², dos quais 2,2 km² cobertos por terra e 0,0 km² cobertos por água.

## Localidades na vizinhança
O diagrama seguinte representa as localidades num raio de 20 km ao redor de Mayfield.